# Убиецът на дракони
„Убиецът на дракони“ (на английски: Dragonslayer) е американско фентъзи от 1981 г. на режисьора Матю Робинс, който е съсценарист с Хал Барууд. Във филма участват Питър Макникъл, Кейтлин Кларк, Ралф Ричардсън и Джон Халам. Това е копродукция между „Парамаунт Пикчърс“ и „Уолт Дисни Продъкшънс“, където „Парамаунт“ поддържа северноамериканското разпространение, а международното разпространение се поддържа от „Буена Виста Пикчърс“.